# The City and the Pillar
The City and the Pillar é o terceiro romance publicada pelo escritor e ensaísta norte-americano Gore Vidal, escrito em 1946 e publicado em 10 de janeiro de 1948. A história é sobre um jovem na passagem da adolescência para a idade adulta e que descobre sua própria homossexualidade.
O livro é significativo porque é reconhecido como a primeira novela após a Segunda Guerra Mundial onde o protagonista é abertamente gay, bem ajustado e não é morto ao final da história por provocar normas sociais. Igualmente reconhece-se como uma das "definitivas novelas gays sobre guerra", sendo um dos poucos livros que tratam diretamente a homossexualidade masculina. Além disso, foi uma das poucas novelas gays reimpressas em papel barato no início dos anos 50.
O livro estremeceu a sociedade americana no final da década de 1940. Segundo Vidal, após sua publicação, vários veículos de massa boicotaram durante muito tempo seus livros, ignorando seus cinco trabalhos seguintes, no caso do The New York Times ou seus sete trabalhos seguintes, como a Revista Time e a Newsweek.